# Terraformación de Marte

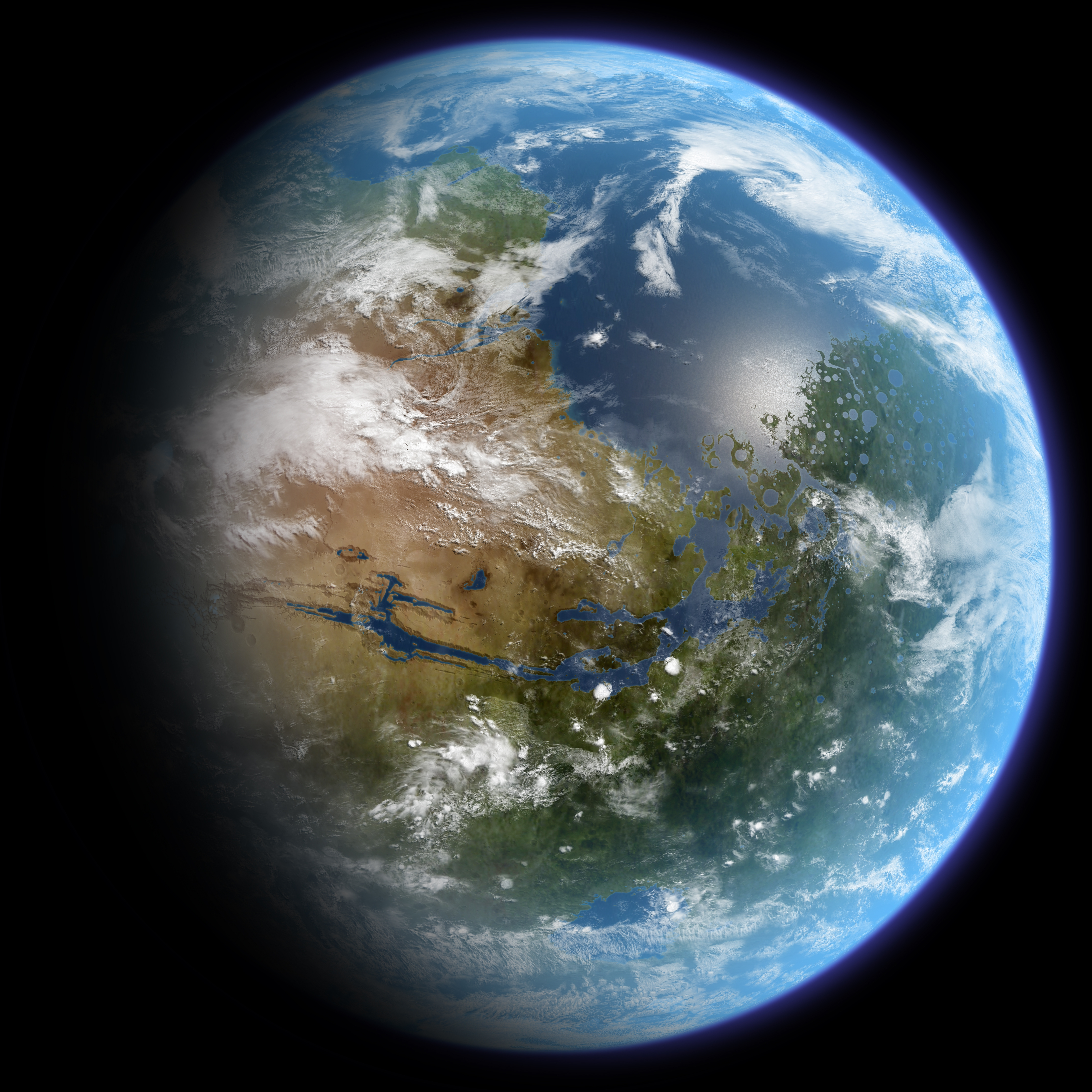
Concepción artística de Marte después de la terraformación. Esta fotografía está centrada aproximadamente en el meridiano principal y a 30° Norte de latitud, con un océano hipotético con un nivel de agua 2 kilómetros por debajo de la elevación media de la superficie. Este océano inundaría lo que es ahora Vastitas Borealis, Acidalia Planitia, Chryse Planitia, y Xanthe Terra; las masa terrestres visibles son Tempe Terra a la izquierda, Aonia Terra abajo, Terra Meridiani abajo a la derecha, y Arabia Terra arriba a la derecha. Los ríos que alimentan a este océano abajo a la derecha, ocupan lo que ahora son el Valles Marineris y Ares Vallis, mientras que el lago enorme que se encuentra abajo a la derecha es lo que ahora es Aram Chaos.

La terraformación de Marte es un proceso hipotético que consistiría en un proyecto de ingeniería planetaria o proyectos concurrentes, con el objetivo de transformar Marte de un planeta hostil a la vida terrestre a uno que pueda albergar de forma sostenible a seres humanos y otras formas de vida terrestre. El proceso implicaría la modificación del clima de Marte, la atmósfera de Marte y el suelo de Marte a través de una variedad de iniciativas intensivas en recursos y la instalación de un sistema o sistemas ecológicos novedosos. Así mismo esto daría las condiciones de seguridad y sostenibilidad a una posible colonia humana en grandes porciones del planeta.
Las justificaciones para elegir Marte sobre otros posibles objetivos de terraformación incluyen la presencia de agua en Marte y una historia geológica que sugiere que una vez albergó una atmósfera densa similar a la de la Tierra. Los peligros y las dificultades incluyen baja gravedad, bajos niveles de luz en relación con los de la Tierra y la falta de un campo magnético.
Existe desacuerdo sobre si la tecnología actual podría hacer que el planeta sea habitable. Las razones para objetar la terraformación incluyen preocupaciones éticas sobre la terraformación y el coste considerable que implicaría tal empresa. Las razones para terraformar el planeta incluyen disipar las preocupaciones sobre el uso y el agotamiento de los recursos en la Tierra y los argumentos de que la alteración y el asentamiento posterior o simultáneo de otros planetas disminuye las probabilidades de extinción de la humanidad.

## Concepto

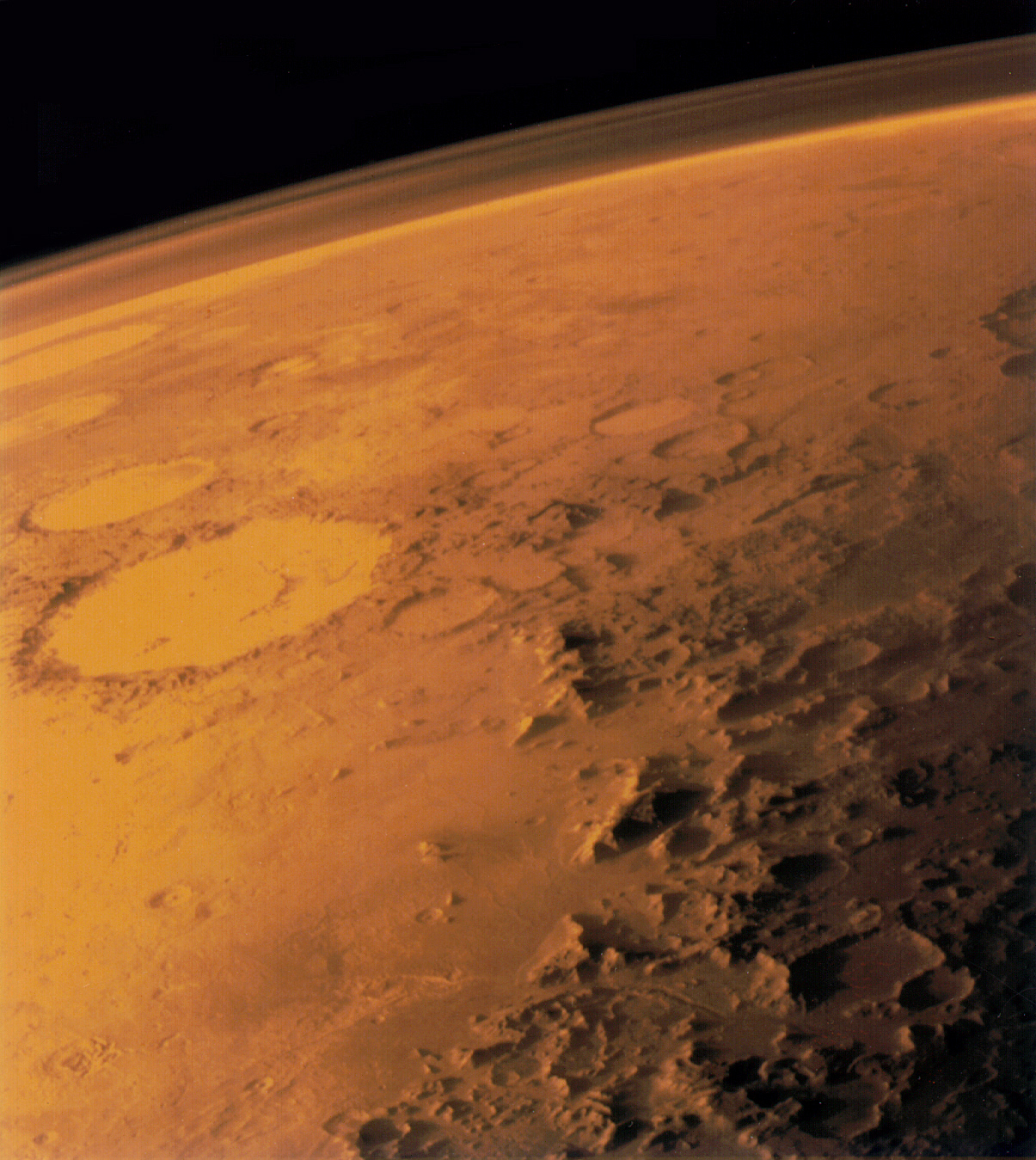
Atmósfera de Marte, fotografía tomada desde una órbita cercana.

Basándose en experiencias que se han observado en la Tierra, se cree que el entorno puede ser modificado deliberadamente. Sin embargo, la factibilidad de crear una biosfera en otro medio planetario aún es incierta. Algunos de los métodos y mecanismos propuestos no pueden ser llevados a cabo sin una especializada capacidad tecnológica, y suponen una problemática de recursos económicos (la cantidad necesaria se encuentra más allá de lo que cualquier gobierno o sociedad está dispuesto a destinar para este propósito).
Se debate entre los científicos sobre si siquiera sería posible terraformar Marte, o lo estable que sería el clima una vez terraformado. Es posible que en una escala de tiempo geológica -decenas o cientos de millones de años- Marte pudiera perder su agua y atmósfera de nuevo, posiblemente debido a los mismos procesos que lo llevaron a su estado actual.
Terraformar Marte requeriría dos grandes cambios interrelacionados: construir la atmósfera y calentarla. Dado que una atmósfera más densa de dióxido de carbono y algunos otros gases de efecto invernadero atraparían la radiación solar los dos procesos se reforzarían el uno en el otro. En todo caso se han sugerido múltiples posibilidades para terraformar el planeta rojo.

## Futuro
En un futuro no muy lejano, el crecimiento de la población, el calentamiento global y la necesidad de recursos naturales, posiblemente creará presión en los humanos para plantearse la colonización de nuevos hábitats. Aunque son opciones posibles, la superficie de los océanos de la Tierra, las profundidades marinas, se considera además el espacio orbital terrestre próximo al planeta, la luna y los planetas cercanos, así como la creación de minas en el sistema solar para poder extraer energía y materiales.. Mediante la terraformación, los humanos podrían convertir a Marte en un planeta habitable mucho antes de que se llegue a una necesidad extrema. Marte se encuentra en el límite de la zona habitable, por lo que podría darle a la humanidad algunos miles de años adicionales para poder desarrollar una tecnología espacial superior, y así poder asentarse en los bordes del sistema solar y en un futuro en otros sistemas planetarios.

## Antecedentes

Mapa topográfico de Marte obtenido con datos de la Mars Orbiter Laser Altimeter (MOLA).

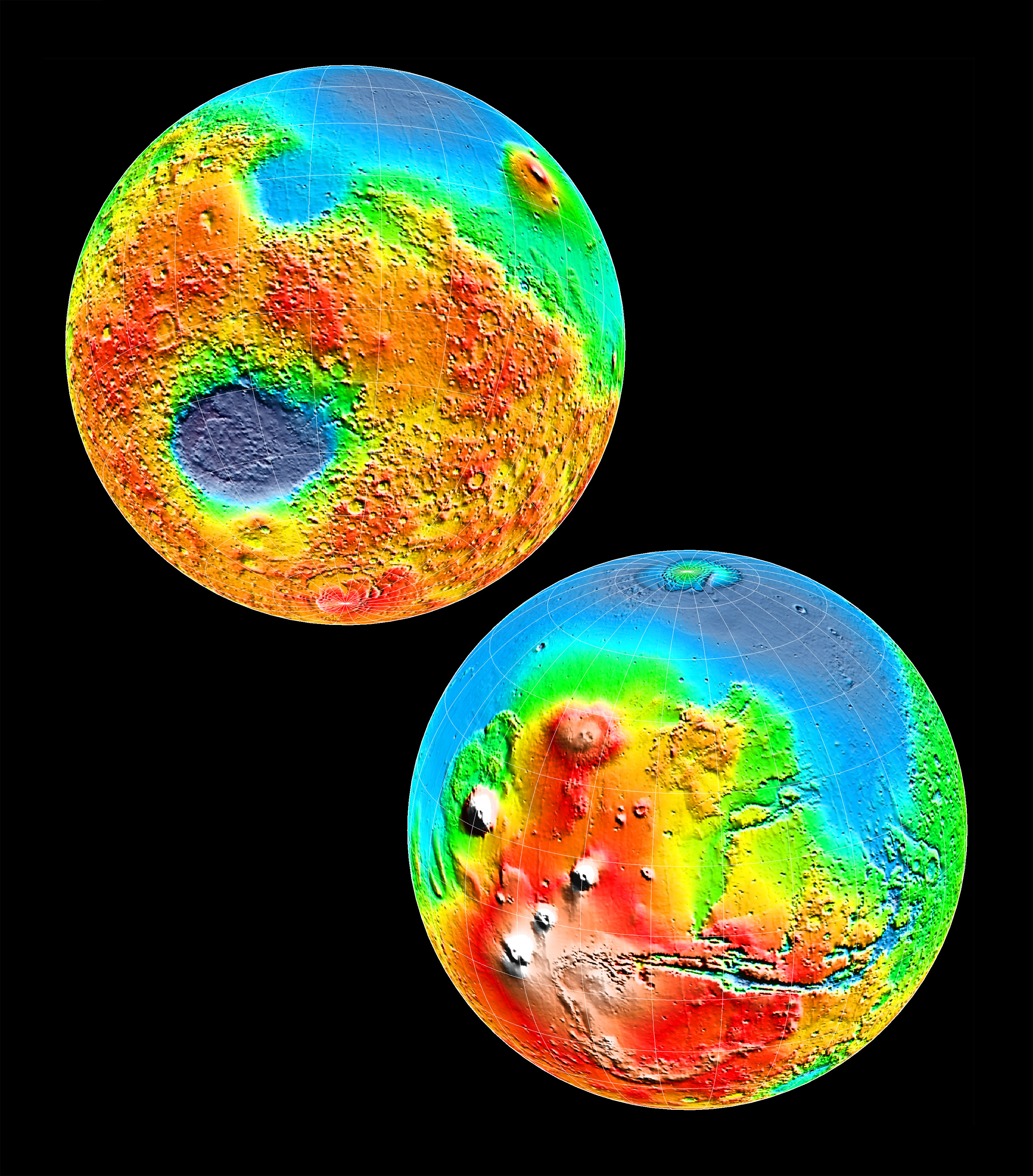
Imágenes topográficas de los dos hemisferios de Marte. Este montaje fotográfico derivado del trabajo de la Mars Orbiter Laser Altimeter apareció en la cubierta de la revista Science en mayo de 1999.

Se cree que una vez Marte tuvo un ambiente relativamente similar al de la Tierra a principios de su historia, con una densa atmósfera y abundante agua que se fue perdiendo a lo largo de millones de años; incluso se ha sugerido que ese proceso podría ser cíclico.
La similitud nos la da el grosor de la atmósfera marciana, así como la presencia evidente de agua en estado líquido en el planeta en algún momento de su pasado. La atmósfera, tras millones de años, ha disminuido debido al escape de gases al espacio, aunque también se ha condensado parcialmente en forma sólida. Aunque parece que el agua existió en la superficie marciana, ahora solo se encuentra en los polos y justo debajo de la superficie del planeta en forma de permafrost.
El mecanismo exacto de esta pérdida no está todavía claro, aunque se han propuesto muchas teorías. 
La falta de una magnetósfera rodeando Marte puede haber permitido que el viento solar erosionara la atmósfera, la relativa baja gravedad de Marte ayudaría a acelerar la pérdida de los gases ligeros en el espacio. La falta evidente de placas tectónicas es otro factor bastante plausible, ya que una falta de actividad tectónica, en teoría, haría que el reciclaje de los gases atrapados en los sedimentos del suelo revirtiéndolos a la atmósfera fuese mucho más lento. La ausencia de un campo magnético y actividad geológica pueden ser el resultado del menor tamaño de Marte, permitiendo que su interior se enfriara más deprisa que la Tierra, aunque los detalles de tales procesos son todavía desconocidos. Sin embargo, ninguno de esos procesos es probable que sea significativo a lo largo de la vida de la mayoría de especies animales, o incluso en la escala de tiempo de la civilización humana, y la lenta pérdida de la atmósfera es posible que pudiese ser contrarrestada mediante actividades artificiales de terraformación.
Marte ya contiene muchos de los minerales que podrían, teóricamente, utilizarse para la terraformación. Adicionalmente, las investigaciones recientes han descubierto grandes cantidades de hielo en forma de permafrost justo por debajo de la superficie marciana hasta la latitud 60, además de en la superficie de los polos, donde está mezclado con hielo seco. También se han creado hipótesis de que hay grandes cantidades de hielo en las capas inferiores de su superficie. Al llegar el verano marciano el dióxido de carbono (CO2) congelado de los polos regresa a la atmósfera, y la pequeña cantidad de agua residual es barrida de allí por vientos que se acercan a las 250 millas por hora (402 km/h). Este suceso estacional transporta grandes cantidades de polvo y vapor de agua a la atmósfera, dando lugar a nubes tipo cirro muy semejantes a las terrestres.
El oxígeno sólo está presente en la atmósfera en cantidades mínimas, pero se encuentra presente en grandes cantidades en óxidos metálicos en la superficie marciana. También hay algo de oxígeno presente en el suelo en la forma de nitratos. El análisis de las muestras de suelo obtenidas por el Phoenix Lander nos indicaba la presencia de perclorato, que se utiliza para liberar el oxígeno en los generadores de oxígeno químicos. Adicionalmente, la electrólisis se podría emplear para separar el agua del planeta en oxígeno e hidrógeno si existiese la electricidad suficiente.

## Desafíos

Este diagrama muestra en inglés el escape atmosférico de Marte si estuviera cerca de la temperatura promedio en la Tierra. Se cree que Marte fue cálido en el pasado (debido a la evidencia de agua líquida en la superficie) y la terraformación lo calentaría nuevamente. A estas temperaturas, el oxígeno y el nitrógeno escaparían al espacio mucho más rápido que en la actualidad.

El entorno marciano presenta varios desafíos para la terraformación a superar y el alcance de la ésta puede verse limitado por ciertos factores ambientales clave. Aquí hay una lista de algunas de las formas en que Marte difiere de la Tierra, que la terraformación busca abordar:
- Niveles de luz reducidos (alrededor del 60% de la Tierra)[4]
- Gravedad superficial baja (38% de la de la Tierra)
- Atmósfera irrespirable[5]
- Presión atmosférica (alrededor del 1% de la de la Tierra; muy por debajo del límite de Armstrong)
- Radiación ionizante solar y radiación cósmica en la superficie[6]
- Temperatura promedio -63 °C (210 K; -81 °F) en comparación con el promedio terrestre de 14 °C (287 K; 57 °F)[7]
- Inestabilidad molecular: los enlaces entre los átomos se rompen en moléculas críticas como los compuestos orgánicos.
- Tormentas de polvo globales
- Ninguna fuente de alimento natural
- Suelo tóxico[8][9]
- Sin campo magnético global para protegerse contra el viento solar.

## Métodos teóricos de terraformación
Para que la terraformación de Marte sea posible se necesitaría un campo magnético que proteja al planeta de la radiación solar y para que no pierda de nuevo su atmósfera, además de otros dos cambios que están entrelazados: creación de una atmósfera y mantener el planeta cálido. La atmósfera marciana es relativamente delgada, lo que hace que la presión en la superficie sea muy baja (0.6 kPa), comparados con la de la Tierra (101.3 kPa). La atmósfera de Marte consiste de un 95% de dióxido de carbono (CO2), 3% de nitrógeno, 1.6% de argón, y sólo contiene pequeñas cantidades de oxígeno, agua, y metano. Debido a que su atmósfera está formada principalmente de CO2, un conocido gas que produce el efecto invernadero, una vez el planeta comenzara a calentarse y a derretirse las reservas de los polos, una cantidad mayor de CO2 entraría en la atmósfera haciendo que este efecto invernadero aumentase. Cada uno de los dos procesos favorecería al otro, ayudando, de esta manera, a la terraformación. No obstante, se necesitarían aplicar ciertas técnicas de una manera controlada y a gran escala durante un tiempo lo suficientemente largo para conseguir cambios sostenibles y lograr convertir esta teoría en realidad.

### Reconstrucción de la atmósfera de Marte

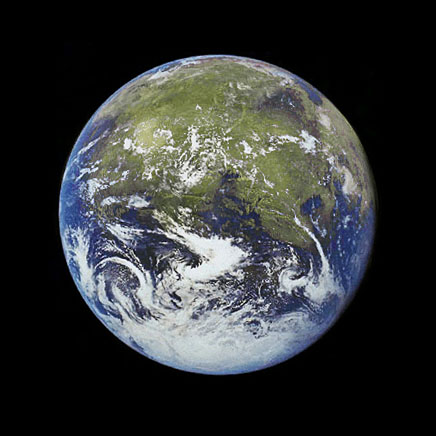
Representación artística de Marte terraformado. En el centro se halla la hipotética Mariner Bay, actualmente forma parte de los Valles Marineris, arriba en la parte del extremo Norte se encuentra el mar de Acidalia Planitia.

Puesto que el amoníaco es un potente gas de efecto invernadero, y es posible que naturalmente se hayan acumulado grandes cantidades de este compuesto congelado en objetos del tamaño de asteroides orbitando el sistema solar exterior, sería imaginable trasladarlos y enviarlos a la atmósfera de Marte. 
El choque de un cometa en la superficie del planeta causaría una destrucción que podría llegar a ser contraproducente. En cambio, mediante el aerofrenado, si fuese posible, haría que la masa congelada del cometa se fuese vaporizando y convirtiendo en parte de la atmósfera que atraviesa. Un bombardeo de pequeños asteroides aumentaría tanto la masa del planeta como su temperatura y atmósfera.
La importación de hidrógeno podría llevarse a cabo mediante ingeniería atmosférica e hidrosférica. Dependiendo del nivel de dióxido de carbono en la atmósfera, la importación y reacción con el hidrógeno produciría calor, agua y grafito mediante la reacción Bosch. Añadir agua y calor al ambiente sería la clave para convertir el seco y frío mundo en adecuado para la vida terrestre. Alternativamente, haciendo reaccionar hidrógeno con el dióxido de carbono mediante la reacción de Sabatier se produciría metano y agua. El metano podría liberarse a la atmósfera donde complementaría el efecto invernadero. Presumiblemente, el hidrógeno podría obtenerse, en cantidades, de los gigantes gaseosos o extraerlo de objetos presentes en el sistema solar exterior que tienen compuestos ricos en hidrógeno, aunque la cantidad de energía necesaria para transportar la cantidad necesaria sería grande.
El densificar la atmósfera marciana no sería suficiente para hacer el planeta habitable para la vida terrestre, a menos que contuviera la mezcla apropiada de gases. Conseguir una mezcla adecuada de gas inerte, oxígeno, dióxido de carbono, vapor de agua y trazas de otros gases requeriría, o bien el procesamiento directo de la atmósfera, o alterarla por medio de vida vegetal y otros organismos. La ingeniería genética podría permitir que esos organismos procesaran la atmósfera más eficientemente y sobrevivieran en el ambiente hostil.

### Escudo magnético entre Marte y el Sol

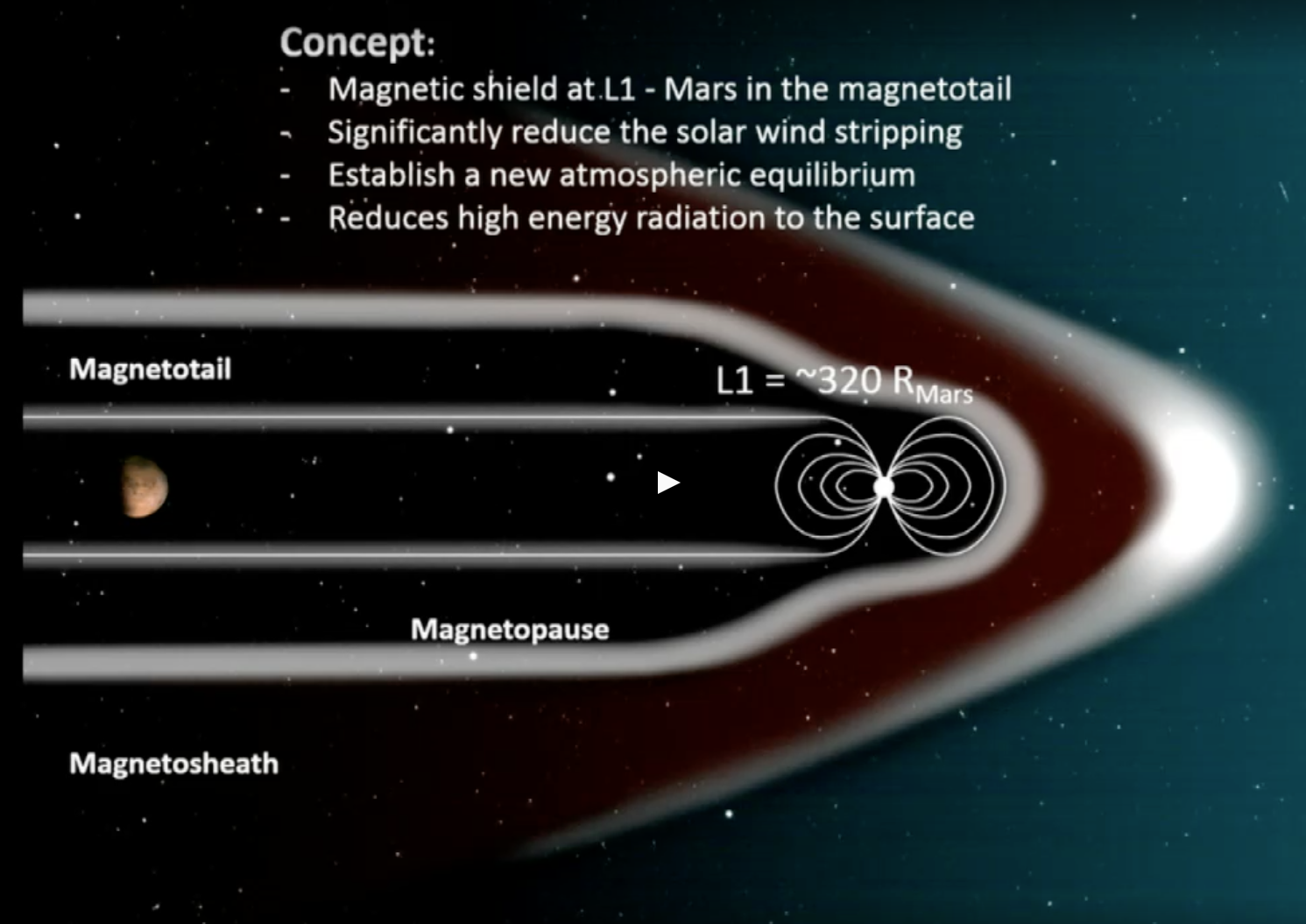
Escudo magnético en órbita L1 alrededor de Marte

### Crear una atmósfera con agua

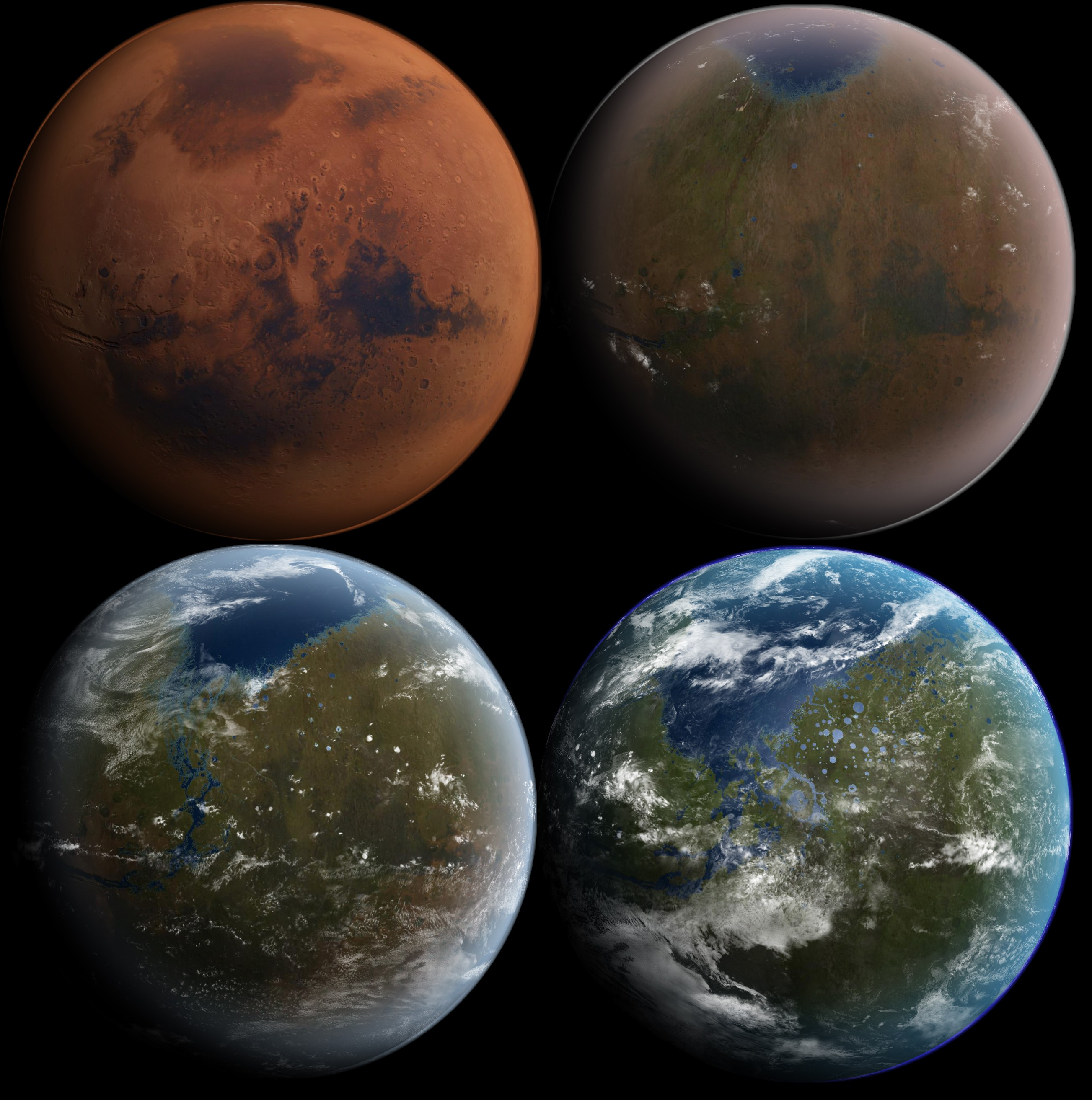
Concepción artística del proceso de terraformación de Marte

La manera más importante para poder crear una atmósfera en Marte, es mediante la importación de agua obteniéndola del hielo de los asteroides, de las lunas de Júpiter o las de Saturno. Añadir agua y calor al medio ambiente marciano es un punto vital para hacer que este planeta frío y seco sea propicio para sostener vida.